# عبدالقادر بستکی
شیخ عبدالقادر بستکی فرزند حسن (۱۰۵۰–۱۱۳۶) هجری قمری. نام کامل وی ( شیخ عبدالقادر بن شیخ حسن بن شیخ محمد صغیر بن شیخ محمد کبیر بن شیخ ناصر بن مولانا شیخ محمد العباسی) است.

## زندگی
شیخ عبدالقادر فرزند شیخ حسن بستکی در سال ۱۰۵۰ یا بقولی ۱۰۵۲ هجری قمری در قصبهٔ بستک دیده به جهان گشود علاوه بر پدر مادرش که مردی فاضل وعارف بود، مادرش فاطمه (عبادت) نام داشت دختر شیخ عبادالله انصار عماده دهی زنی فاضله وعفیفه وصاحب خط نیکو وحافظ قرآن بوده‌است. شیخ عبدالقادر تحصیلات خودرا در دارالعلم شیراز و مکه و مدینه و مصر انجام داده وبا اخذ طریقت از مشایخ آنجا به بستک مراجعت می‌کند باساختن مسجد و مهمانسرا در جنب خانه مسکونی مریدان وطلاب ومشایخ را بدور خود جمع نمود. بستک که آنروز از سه دهکده به صورت سه محله در نزدیکی هم و در محل فعلی تشکیل می‌شده به‌وسیله شیخ به صورت یک قصبه دارالعلم در آمد. پس از مدتی چون منطقه لارستان مورد تبلیغات مبلغین شیعه قرار گرفته و شیخ هم اذیت می‌بیند لاجرم به مکه و مدینه مهاحرت می‌نماید.
در این سفر شیخ عبدالقادر با شیخ حسن مدنی که از مشاهیر طریقت وساکن مدینه منوره بوده ملاقات و ازوی برای مسافرت به ایران و بنادر وسواحل خلیج فارس دعوت می‌نماید وخود باتفاق برادرانش مجدداً به بستک مراجعت نموده و در آستانه سیف الله القتال در عماده ده معتکف وعزلت اختیار می‌نماید.
پس از مدتی شیخ بر اثر اصرار مریدان مجدداً به بستک مراجعت نموده و این بار چون گرفتاری مردم را در اثر نبودن غله و وسائل زندگی مشاهده می‌کند مردم را بحفر چاه‌های آب و قنواتی واقدام به زراعت و پرورش حیوانات راهنمائی می‌نماید نوعی سیستم زراعت دسته جمعی که به نام «حراسه بندی» در بستک مشهور است از ابتکارات شیخ عبدالقادر است بدین ترتیب بستک رو به آبادانی گذاشت وجمعیت آن افزوده گشت. شیخ عبدالقادر در آخر عمر تصمیم به تجرد واعتکاف مطلق می‌گیرد در آخرین روز جمعه پس از نماز خطبهٔ بلیغی ایراد وترتیب امور مردم را می‌دهد واداره آنهارا بین فرزندان وبرادران تقسیم نموده در سال ۱۱۳۵ از بستک خارج گشته و در گچویه از دهات فرامرزان می‌رود و مدت یک سال آخر عمر را در مسجد آنجا گذرانیده‌است.

## درگذشت
عبدالقادر در ماه شوال سال ۱۱۳۶ هجری قمری درگذشت. وی در گچویه دفن شد.

## تبارنامه
عبدالقادر بستکی بن شیخ حسن بستکی، شیخ محمد کبیر، شیخ ناصر الدین، شیخ محمد، شیخ جابر،  شیخ اسماعیل رابع، شیخ عبدالغنی، شیخ اسماعیل ثالث، شیخ عبدالرحیم عفیف الدین، شیخ عبدالسلام خنجی، شیخ عباس، شیخ اسماعیل ثانی، حمزه، احمد، محمد، هارون، مهدی، مرشد، محمود، احمد، علی، مبارک، عبدالسلام، سعید، عبدالغنی، طلحه، احمد، اسماعیل، سلیمان، محمد علی، عبدالله (حَبر الأُمَة) ابن عباس بن عبدالمطلب القرشی بن هاشم بن عبد مناف.

## آغاز حکومت مشایخ بنی عباسی
مشایخ بنی عباسیان و فرزندان آنان که متصدی اداره امور مردم بوده‌اند با آنکه اصالتاً عرب بوده‌اند ولی پس از ورود در ایران خود را ایرانی دانسته و در تمام ادوار تاریخ و زندگی پیرو آرمانهای شاهدوستی و میهن دوستی و مطيع دولت مرکزی بوده‌اند حتی برای پیروزی ایران در جنگ ها به قفقاز هم نیرو فرستاده‌اند و کشته داده‌اند. در بنادر جنوب با اعراب متجاوز جنگیده‌اند.
پس از فوت شیخ عبدالقادر که مصادف بود با اواخر دورهٔ سلطنت صفویه وهجوم وسلطنت افغان‌ها و بالآخره ظهور نادر شاه که در تمام این احوال عامل اصلی و محرک واقعی جنگ وستیزها اختلاف مسلکی شیعه و سنی بود شیخ محمد سعید بستکی و شیخ محمد بستکی بدخالت به امور حکومتی آغاز کردند این دو نفر فرزندان شیخ عبدالقادر از نفوذ روحانی پدرشان که یک نوع تسلط روحی بزرگی برمردم بستک وجهانگیریه ایجاد کرده بود استفاده کامل نمودند وبعلل سیاسی زمان و شاید هم برای انتقامجوئی از کسانیکه موجب فرار آنان از خنج که جوار جد اعلایشان حاج شیخ عبدالسلام خنجی بود، شده بودند ویا به‌عنوان مبارزه مسلکی شیعه ویا بقول نویسنده:
«تاریخ جهانگیریه» برای حفظ جان ومال جماعت تسنن در برابر هجوم شیعیان نفوذ خودرا بسط دادند تا آنجا که شیخ محمد سعید به حکومت لار رسیده و شیخ محمد خان بزرگ حاکم جهانگیریه و آن حدود گردید.
بدین ترتیب مشایخ بنی عباسی که بقول ابن بطوطه چنان‌که در سفرنامه خود سفرنامه ابن بطوطه نوشته‌است: از زیادی زهد وپرهیزکاری وکثرت عبادت و دوری از مردم اندام علیل وزرد رنگ داشته وآزار مخلوقات را جرم می‌پنداشتند، فرزندانشان زاویه هارا رها کرده و در میدان‌های جنگ وکشتار در آمدند جزئیات این تحولات باشرح حال شیخ محمد سعید بستکی و شیخ محمد خان بزرگ روشن می‌گردد.